# Kanizsa-driehoek

Kanizsa-driehoek

De Kanizsa-driehoek is een optische illusie die het eerst werd beschreven door de Italiaanse psycholoog Gaetano Kanizsa in 1955. In het getoonde plaatje wordt een witte gelijkzijdige driehoek waargenomen die er niet is. Dit effect staat bekend als subjectieve of illusionaire contour. Bovendien lijkt het  oppervlak van deze witte driehoek helderder wit dan de rest, terwijl al het wit in de plaatje dezelfde helderheid heeft. Dit heeft te maken met diepteperceptie door middel van bedekking.
dit effect heeft te maken met een bepaald gebied in de hersenen, de Visuele associatiezone 2 (V2) die instaat voor het aanvullen van contouren die ontbreken. dit hersengebied is dus gespecialiseerd in het genereren van illusoire contouren. 

## Referentie
- Gaetano Kanizsa (1955). "Margini quasi-percettivi in campi con stimolazione omogenea." Rivista di Psicologia 49(1)7-30.[1]